# Конистон-Уотер
Конистон-Уотер (англ. Coniston Water) — озеро в графстве Камбрия на северо-западе Англии, третье по величине озеро Озёрного края. Объём воды — 1,133 км³.

## География
Является примером ленточного озера, образованного в ледниковую эпоху. Расположено в глубокой U-образной долине, размытой ледником в окружающих вулканических и известняковых скалах в течение последнего ледникового периода. К северо-западу от озера возвышается гора Old Man of Coniston, самая высокая в группе Furness Fells.
Озеро имеет длину 8 км и в ширину 800 м и занимает площадь 4,7 км², максимальная глубина — 56 м. Высота над уровнем моря — 44 м. Через реку River Crake соединяется с морем.

## История
Ранее, до конца XVIII века, озеро называлось Thurston Water.
Конистон-Уотер была ареной многочисленных попыток побить мировой рекорд скорости на воде. 19 августа 1939 года Малкольм Кэмпбелл установил здесь рекорд на Blue Bird K4, показав скорость 228,108 км/ч. В период между 1956 и 1959 годами его сын — Дональд Кэмпбелл последовательно установил четыре рекорда на гидроплане Bluebird K7. Он же погиб на этом озере при попытке установить новый рекорд.
Также озеро Конистон-Уотер известно по поводу убийства Кэрол Энн Парк в 1976 году. Этот процесс назвали Суд над «Леди на озере». Одноимённый роман об этом событии был написан Рэймондом Чандлером.